# 诸惠芬
诸惠芬（1937年—），女，江苏省嘉定县（今上海市嘉定区）人，中国人民解放军空军飞行员，空軍大校軍銜，中共第十届中央候补委员，第三届全国人大代表，第四届全国人大常委会委员。

## 生平
1962年6月加入中國共產黨。
1971年10月至1973年5月任中國人民解放軍空軍航空兵某團副團長。1973年5月至1977年12月任中国民用航空总局副政治委員。
中共九大代表，中共第十屆中央候補委員，第三屆全國人大代表，第四屆全國人大常委会委员。